# Norra Unnaryds församling
Norra Unnaryds församling var en församling i Skara stift inom Svenska kyrkan. Församlingen uppgick 2006 i Norra Mo församling.
Församlingen låg i Jönköpings kommun i Jönköpings län.
Församlingskyrka var Norra Unnaryds kyrka.

## Administrativ historik
Församlingen har medeltida ursprung. År 1545 införlivades Vallgårda församling. Före den 1 januari 1886 (ändring enligt beslut den 17 april 1885) var namnet Unnaryds församling.
Församlingen var till 2006 annexförsamling i pastoratet Stengårdshult, Norra Unnaryd, Öreryd, Norra Hestra och Valdshult, där från 1962 Norra Hestra var moderförsamling. År 2006 uppgick Norra Unnaryds församling i Norra Mo församling.
Församlingskod var 068024.

## Areal
Norra Unnaryds församling omfattade den 1 januari 1976 en areal av 88,8 kvadratkilometer, varav 87,7 kvadratkilometer land.